# Rock Against Bush, Vol. 1
Albums de divers, compilation
Rock Against Bush, Vol. 2
(2004)
Rock Againt Bush, Vol 1 est le premier album compilation du projet Rock Against Bush de Fat Mike et de son label Fat Wreck Chords.

## Pistes
1. Nothing to Do When You're Locked Away in a Vacancy - None More Black – 2:07 *
2. Moron - Sum 41 – 1:39 *
3. Warbrain - Alkaline Trio – 2:27 *
4. Need More Time - The Epoxies – 2:29
5. The School of Assassins - Anti-Flag – 2:37 *
6. Sink, Florida, Sink (Electric) - Against Me! – 2:10 *
7. Baghdad - The Offspring – 3:18 *
8. Lion and the Lamb - The Get Up Kids – 3:22 *
9. Give it All - Rise Against – 2:49 *
10. No W - Ministry – 3:13
11. Sad State of Affairs - The Descendents – 2:35 *
12. Revolution - Authority Zero – 2:23
13. !Paranoia! Cha-Cha-Cha - The Soviettes – 2:04
14. That's Progress - Jello Biafra with D.O.A. – 3:14
15. Overcome (The Recapitulation) - Rx Bandits – 3:43
16. No Voice of Mine - Strung Out – 2:30 *
17. To the World - Strike Anywhere – 3:21
18. Heaven is Falling - The Ataris – 2:38 *
19. God Save the USA - Pennywise – 3:06
20. Normal Days - Denali – 3:25
21. The Expatriate Act - The World/Inferno Friendship Society – 3:02 *
22. No News is Good News - New Found Glory – 2:58 *
23. Basket of Snakes - The Frisk – 2:31 *
24. Jaw, Knee, Music - NOFX – 2:31 *
25. It's the Law - Social Distortion – 2:35
26. The Brightest Bulb Has Burned Out - Less Than Jake avec Billy Bragg – 2:04 *

* Chanson originale/non déjà sortie sur un enregistrement antérieure

## Enregistrement original des chansons déjà réalisées
Sur cette compilation, 8 chansons avaient déjà été sorties sur des albums personnels des groupes.
Need More Time - piste n°1 sur l'album éponyme de The Epoxies 

Revolution - piste n°2 sur l'album d'Authority Zero : "Andiamó"

That's Progress - piste n°1 sur l'album collaboration de Jello Biafra et de D.O.A. : "Last Scream Of The Missing Neighbors"

Overcome (The Recapitulation) - piste n°4 sur l'album de Rx Bandits : "The Resignation"

To the World - piste n°4 sur l'album de Strike Anywhere : "Exit English"

God Save the USA - piste n°2 sur l'album de Pennywise : "From the Ashes"

Normal Days - piste n°8 sur l'album de Denali : "The Instinct"

It's the Law - piste n°1 sur l'album de Social Distortion : "Prison Bound"